# John Svanberg
Johan Frithiof Isidor „John” Svanberg (ur. 1 maja 1881 w Sztokholmie, zm. 11 września 1957 w Nowym Jorku) – szwedzki lekkoatleta (długodystansowiec), medalista olimpijski z 1908.
Zdobył dwa srebrne medale na igrzyskach międzyolimpijskich w 1906 w Atenach. Był drugi w biegu na 5 mil za Henrym Hawtreyem z Wielkiej Brytanii, a także w biegu maratońskim za Billym Sherringiem z Kanady.
21 sierpnia 1908 w Sztokholmie ustanowił rekord świata w biegu na 3000 metrów czasem 8:54,0.
Na igrzyskach olimpijskich w 1908 w Londynie zdobył brązowy medal w biegu na 5 mil za Brytyjczykami Emilem Voigtem i Edwardem Owenem. Zajął również 8. miejsce w maratonie. Wystąpił także w biegu drużynowym na 3 mile, ale zespół Szwecji odpadł w przedbiegu.